# Chamaemespilus alpina
Il sorbo alpino (Chamaemespilus alpina (Mill.) K.R.Robertson & J.B.Phipps, 1991) è una pianta appartenente alla famiglia delle Rosacee. È l'unica specie nota del genere Chamaemespilus Medik..

## Descrizione

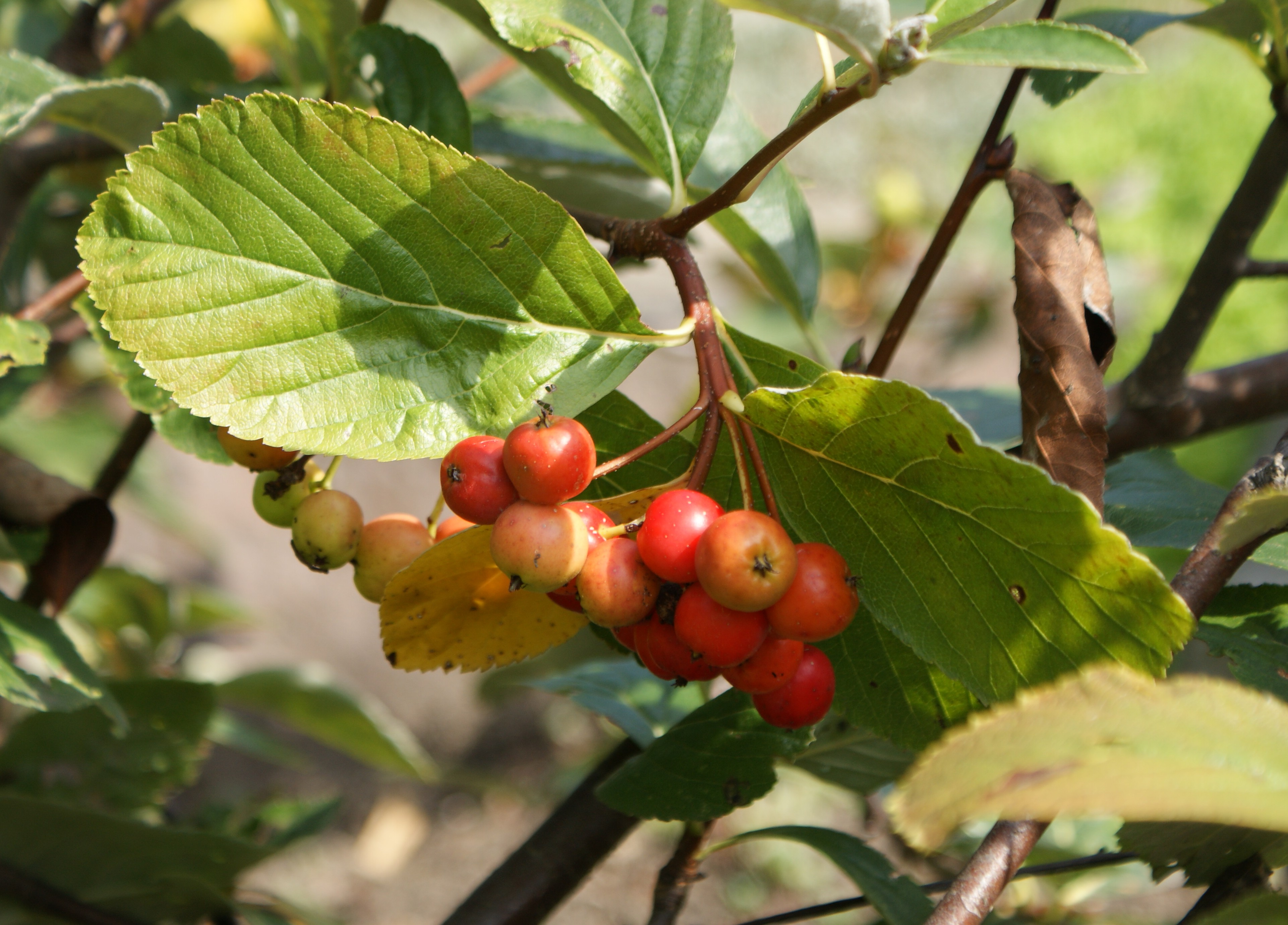
Frutto

Pianta cespitosa, alta fino a 1,5 m.;  fusti legnosi striscianti, con rami ascendenti; corteccia bruno-scura; foglie verde scure intere, ellittiche, glabre, coriacee e lucide finemente dentellate; infiorescenza apicale densa, corimbosa; petali rosei; frutto ovoide rosso cupo a maturazione.

## Distribuzione e habitat
La specie è diffusa in gran parte dell'Europa (Albania, Austria, Bulgaria, Repubblica ceca, Francia, Germania, Grecia, Italia, Polonia, Romania, Spagna, Svizzera, ex-Jugoslavia)
Pianta poco comune, fiorisce sui pendii rupestri subalpini dai 1500 a 2000 m.